# Leptogenys triloba
Leptogenys triloba é uma espécie de formiga do gênero Leptogenys, pertencente à subfamília Ponerinae.